# Corte histológico

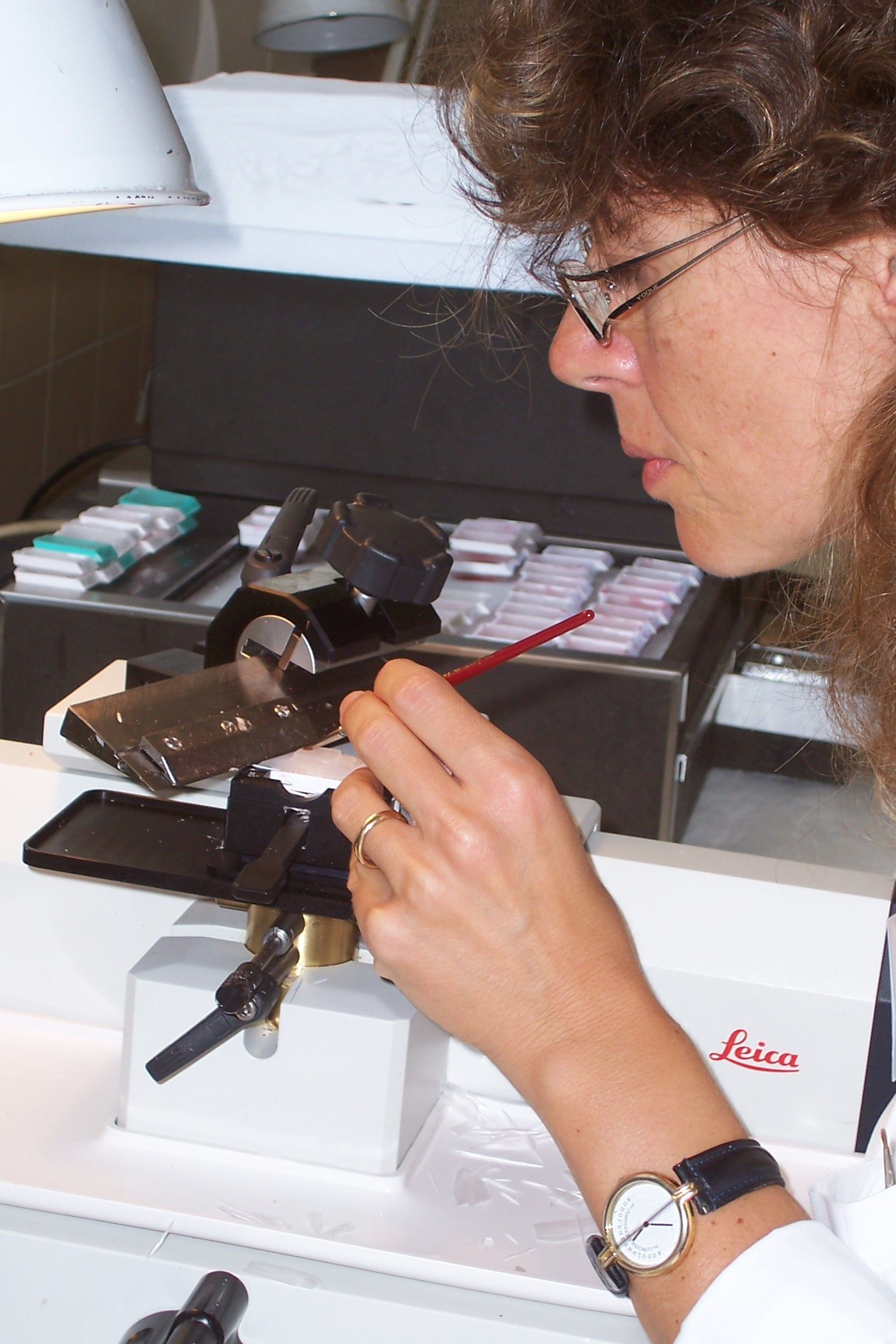
Preparando un corte histológico.

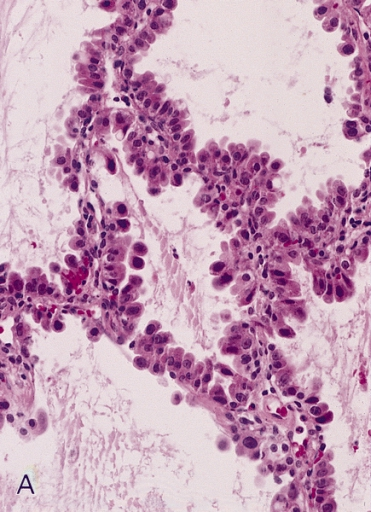
Corte histológico teñido para mostrar una proliferación celular anormal (carcinoma) en las paredes alveolares.

Una sección histológica o corte histológico es una sección o rodaja fina de un tejido biológico adherida sobre un portaobjetos y generalmente coloreada con alguna tinción específica para resaltar una parte de la estructura. Por lo general, se cortan con un micrótomo con un espesor de unos 0,5 a 10 micras, aunque lo más común es que sean de 3 a 6 micras, porque deben ser atravesados por la luz para que puedan ser observados bajo un microscopio. Se emplean con frecuencia en los laboratorios de histología y de anatomía patológica.

### Corte principal

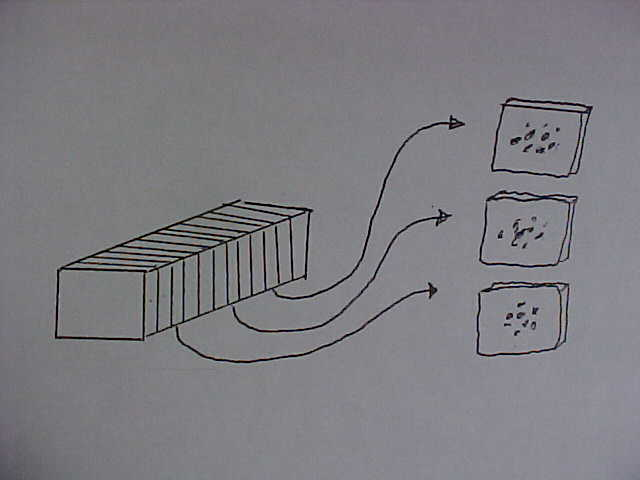
Cortes transversales normales de una muestra preparada.

La muestra se corta macroscópicamente de la zona problema (órgano o parte de él) o sospechosa de tumoración, con el tamaño y la configuración adecuados, antes del procesamiento y corte en el micrótomo. La muestra se tiñe y se coloca con la orientación adecuada. Con la cirugía de Mohs o el método de corte CCPDMA, la muestra se corta de manera que permita el montaje de todos los márgenes quirúrgicos en un solo plano. Con el corte transversal normal, la muestra se suele cortar habitualmente en varias secciones con el margen quirúrgico teñido. Algunos técnicos colorean el borde que debe ser orientado hacia el microtomo. La muestra cortada es luego transferida directamente al medio de congelación para procesar la sección congelada, o se colocan en casetes pequeños de deshidratación e inclusión en parafina.

### Fijación

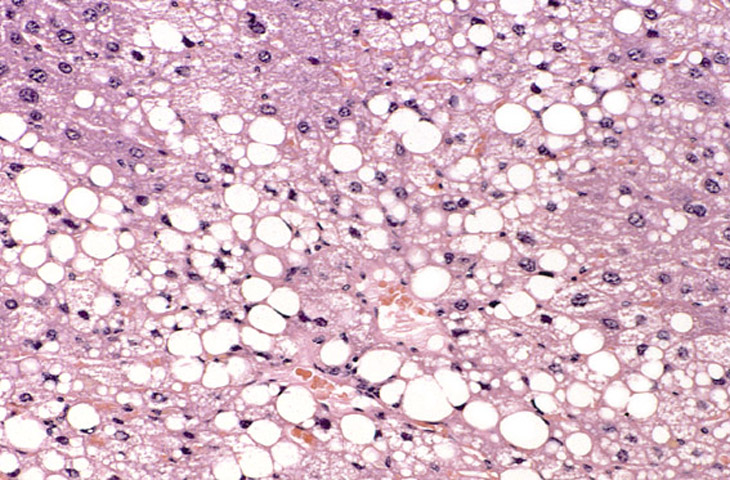
Corte histológico de hígado afectado de esteatosis. Las vacuolas llenas de grasa de las células quedan como espacios vacíos tras el proceso de fijación.

La fijación se hace por el método de tejido fijado con formol al 10 % (en la gran mayoría de los casos), también se usa como fijador mezclas como el líquido de Bouin, o bien de la sección congelada para las operaciones con biopsia extemporánea (proceso extremadamente rápido para obtener el resultado cuando la cirugía está en curso y el resultado influirá qué curso va a seguir la intervención quirúrgica). La función de este procedimiento es mantener la muestra evitando que se produzca la autólisis (autodestrucción celular) además de permitir que los tejidos permanezcan sin cambios luego de subsecuentes tratamientos. La cantidad de líquido fijador a utilizar debe ser aproximadamente 10 a 20 veces el volumen de la muestra. El tiempo de fijación es de 1 mm de tejido por hora.  A mayor tamaño de la pieza debe ser mayor cantidad de fijador.  Por ejemplo, para conservar correctamente un cerebro se debe colocar inmediatamente en solución de formol puro 2 horas, luego al 80 % 2 horas más, al 60 % 4 horas, al 40 % durante 6 horas, luego al 20 % 24 horas para terminar el proceso de fijación al 10 % de formol durante 72 horas.
En cuestión a lípidos, el formol fija algunos lípidos complejos y no saturados, pero no actúa sobre las grasas neutras, y los fosfolípidos tienden a difundir lentamente en el fijador, por lo que el uso del formol en lípidos no es recomendado.

### Deshidratación, aclaramiento, e inclusión[3]
Una vez finalizada la fijación, los siguientes pasos del procesamiento de tejidos (deshidratación, aclaramiento, e inclusión) son pasos secuenciales designados para remover toda el agua que se pueda extraer de los tejidos y rellenar los espacios con un medio sólido para permitir el corte de estos tejidos.
Para la deshidratación se prefieren los alcoholes isopropílico o etílico. El uso de alcoholes debe ser graduados, que vayan desde la concentración más baja a la más alta. En la aclaración, el Xileno (xilol) es el generalmente utilizado por su compatibilidad con muchos tipos y tamaños de especímenes. La inclusión es realizada con parafina, sin embargo, esta no es usada en ojo y especímenes neurológicos.
Los procesadores automáticos de tejidos perfeccionan el procesamiento mediante el uso de calor, vacío, presión y agitación. Esto permiten que este proceso tenga lugar en la noche sin necesidad de la presencia de personal.

### Esquema nocturno (para especímenes de rutina usando el procesador automático)[3]
Tiempo total de proceso 14-16 horas
1. Alcohol al 80 %                                1 hora
2. Alcohol al 95 %, 3 cambios              1 hora c/u
3. Alcohol absoluto, 3 cambios           1 hora c/u
4. Xileno, 3 cambios                           1 hora c/u
5. Parafina, 3 cambios                        1 hora c/u
6. Parafina al vacío                             1 hora c/u
7. incluya

### Esquema de procesamiento manual[3]
Tiempo total del proceso 24 horas
Nota: comience el proceso a medio día
1. Alcohol al 80 %                                      1 hora
2. Alcohol al 95 %, 3 cambios                    2 horas c/u
3. Alcohol absoluto                                   hasta la mañana siguiente
4. Alcohol absoluto, 2 cambios                1 hora c/u
5. Xileno, 3 cambios                                1 hora c/u
6. Parafina, 2 cambios                             2 horas c/u
7. Solidifique en parafina
8. Derrita
9. Parafina al vacío                                  2 horas c/u
10. Incluir la pieza armando el bloque de parafina en el casette o taco formado con 2 piezas de Lockhart en forma de L sobre una base de metal y dejar secar, luego colocar en congelador, lo que hace que la parafina endurezca más y se contraiga, al igual que los metales, esto hace más fácil desmontar.

### Corte al micrótomo
Tras tener nuestra muestra incluida en un bloque de parafina procedemos a realizar el corte.
El bloque se coloca en la pinza (correctamente alineada previamente) del micrótomo, asegurándose de que este perfectamente sujeto para evitar que se mueva durante el corte. El bloque debe sobresalir de la pinza 3/4 aproximadamente. Una vez colocado el bloque se acomoda el porta cuchillas a una distancia corta del bloque y se asegura para evitar que se mueva. Antes de empezar el corte es necesario hacer un rebaje al bloque con el fin de quitar el excedente de parafina y dejar la superficie tisular completa expuesta.
El grosor usual de los cortes es de 5 μm aunque hay ciertas estructuras que se estudian mejor en secciones más gruesas, por lo que esta unidad puede variar según lo requiera, sin embargo, se debe considerar que cortes más delgados se pueden deshacer y los cortes muy gruesos pueden ser difíciles de teñir.
Con el bloque correctamente rebajado puede empezar hacer el corte, se debe girar de forma uniforme, no acelerando y disminuyendo la velocidad, dado que los cortes saldrán de tamaños diferentes. Al realizar el corte se va creando una cinta con el material tisular, esta se coloca rectamente sobre el portaobjetos con la ayuda de unas pinzas de disección sin dientes.

#### Baño de flotación
El portaobjetos se lleva al baño de flotación el cual debe estar a una temperatura de 45 °C. Debe estar llenos hasta ½ o 1 cm del borde del agua. El material del portaobjetos se debe colocar sobre el baño de flotación ingresando poco a poco el portaobjetos y dejando la tira con el material, esto debe hacerse de manera suave y uniforme para evitar plegar el material y este se extienda correctamente.
Con la tira extendida correctamente se empieza a separar los cortes que no nos resultan útiles, este proceso se realiza con la ayuda de las pinzas de disección o bien una aguja esterilizada. Con las pinzas se van abriendo y cerrando de forma cuidadosa en la zona que queremos separar, esto se repite hasta que se separe completamente. Una vez separado el material se realiza la "pesca" donde se coloca verticalmente el portaobjetos dentro del baño de flotación e inclinando y sacando el portaobjetos se toma el material que se fija en él. Se debe cuidar que el material tisular no se pliegue o dañe, de lo contrario esta muestra ya no es de utilidad.

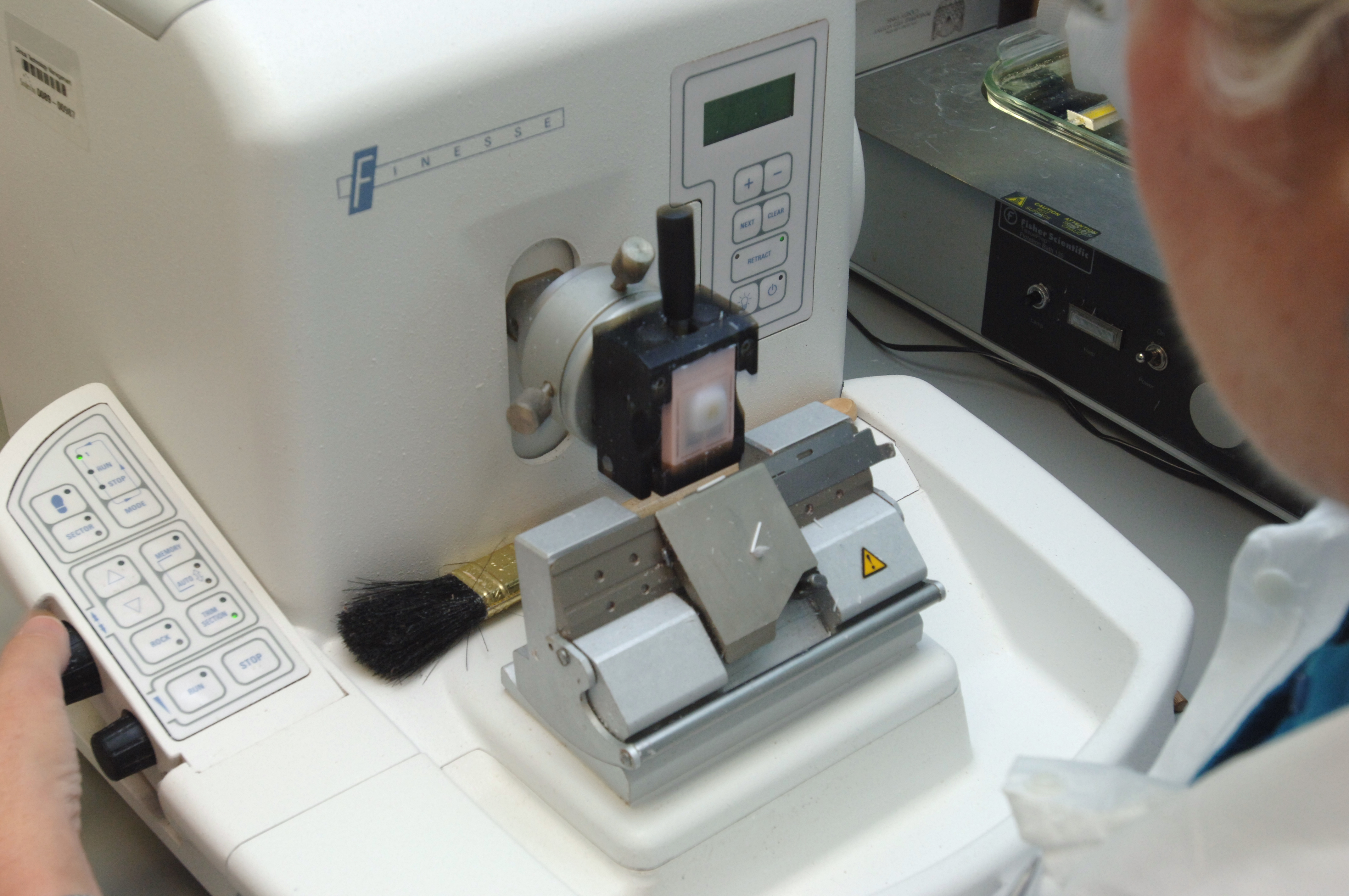
Bloque de tejido montado en parafina y colocado en el micrótomo para ser cortado.

### Tinción y montaje

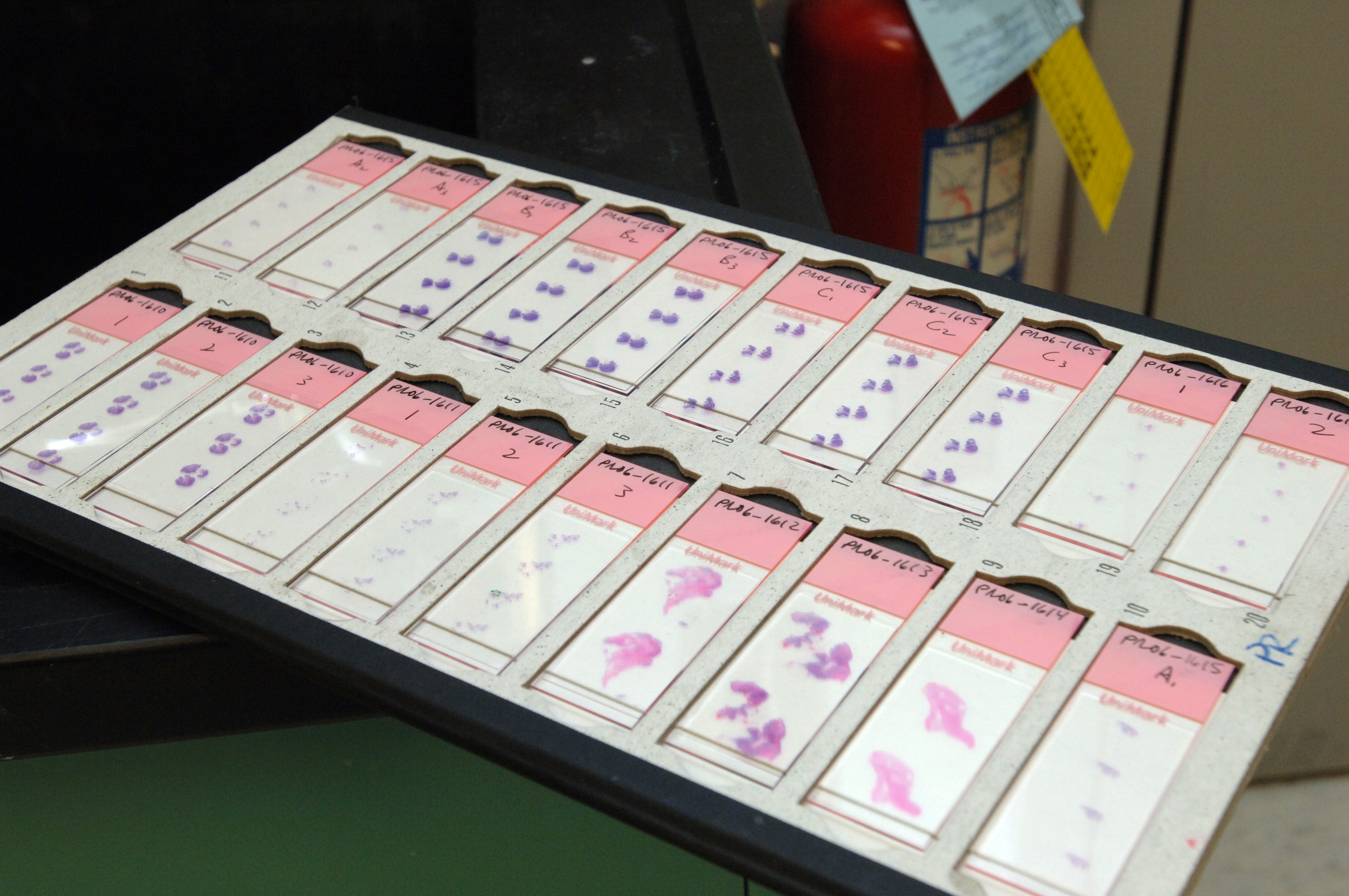
Cortes histológicos finalizados, conservados para su posterior análisis al microscopio.

El método de tinción de rutina es el denominado como hematoxilina-eosina (H-E). La hematoxilina es un colorante nuclear, y la eosina, citoplasmático. También existen las denominadas técnicas especiales, tal como: Gomori (para fibras de reticulina), Ziehl Neelsen (para bacilos ácido-alcohol resistentes), Grocott (para hongos), orceína (para fibras elásticas), Gordon-Sweet, rojo Sudán, negro Sudán, azul de Nilo, Golgi, etc. 
Además de las técnicas especiales, se realizan a pedido del patólogo diversas técnicas de inmunohistoquímica como Vimentina, H45, Desmina. 

#### Técnica de hematoxilina-eosina
1. Xileno          3 minutos (el primer pasaje de xilol se puede hacer en la estufa a 56-58 °C, aumenta la eficacia y puede reducir los pasajes siguientes de xilol, aunque se debe hacer bajo campana de extracción de gases)
2. Xileno                                                        2 minutos
3. Alcohol absoluto,2 cambios                      2 minutos c/u
4. Alcohol al 95 %, 2 cambios                   2 min
5. Alcohol 70°                                            1 min
6. Agua corriente                                      1 min
7. Agua destilada (para no contaminar el colorante con residuos del agua corriente) un pasaje de 40 segundos
8. Hematoxilina de Harris                             5-8 minutos
9. Alcohol ácido al 1 %, un pasaje de 20 segundos
10. Agua amoniacal al 1 %                              30 segundos a 1 minuto
11. Enjuagar con agua destilada para no contaminar el colorante siguiente.
12. Eosina Y                                              15 segundos a 2 minutos (varios autores recomiendan usar la Eosina con agua corriente y de 2 a 5 ml de ácido acético para obtener coloraciones más brillantes y duraderas, pero con la salvedad que es mucho menor la duración del preparado colorante).
13. Alcohol al 95 %, 3 cambios                        1 minutos c/u
14. Alcohol absoluto, 2 cambios                     2 minutos c/u
15. Xileno, 2 cambios                                     2 minutos c/u
16. Montar con resina.[4]

Por lo general, los cortes se cubren con una delgada pieza de vidrio llamada cubreobjetos.
El método de montaje se realiza poniendo una gota de resina sintética (se usan varios medios de montaje, naturales y sintéticos, siendo el bálsamo del Canadá el más usado y de los primeros, esto consiste de la resina de pino natural, diluida con xilol) también aparecen otros medios de montaje como Entellan, el bálsamo sintético, con muchas mejoras en cuanto a rapidez de secado, no presentar tanta pegajosidad ni tampoco opalescencia al mirar en el microscopio y si se desea poner una pequeña gota de xileno sobre la resina (por estar muy espesa), acercar el cubreobjetos al portaobjetos en un ángulo de 90° de forma horizontal e ir bajando hasta colocarlo completamente, esto cuidando de no generar burbujas, en caso de haberlas, retirarlas presionando cuidadosamente sobre el cubreobjetos con unas pinzas de disección nunca poner en exceso resina o xilol, ya que se embadurna y ensucia por todos lados. En caso de no utilizar el xileno se coloca de la misma manera el cubreobjetos y se coloca inclinada con cuidado la laminilla para que caiga poco a poco, se retira el exceso por debajo del porta y por encima, la resina excedente.